# Dinosauří provinční park
Dinosauří provinční park (v orig. Dinosaur Provincial Park) je velké chráněné území, zapsané na seznamu památek UNESCO. Rozkládá se asi dvě a půl hodiny jízdy jihovýchodně od města Calgary v kanadské provincii Alberta. Nachází se v údolí řeky Red Deer River a jeho reliéf je složen z typického vlnitého terénu Badlands. Rozloha tvoří 73,7 km², park byl oficiálně vyhlášen roku 1955. Jedná se také o velmi významnou paleontologickou lokalitu.

## Paleontologický význam

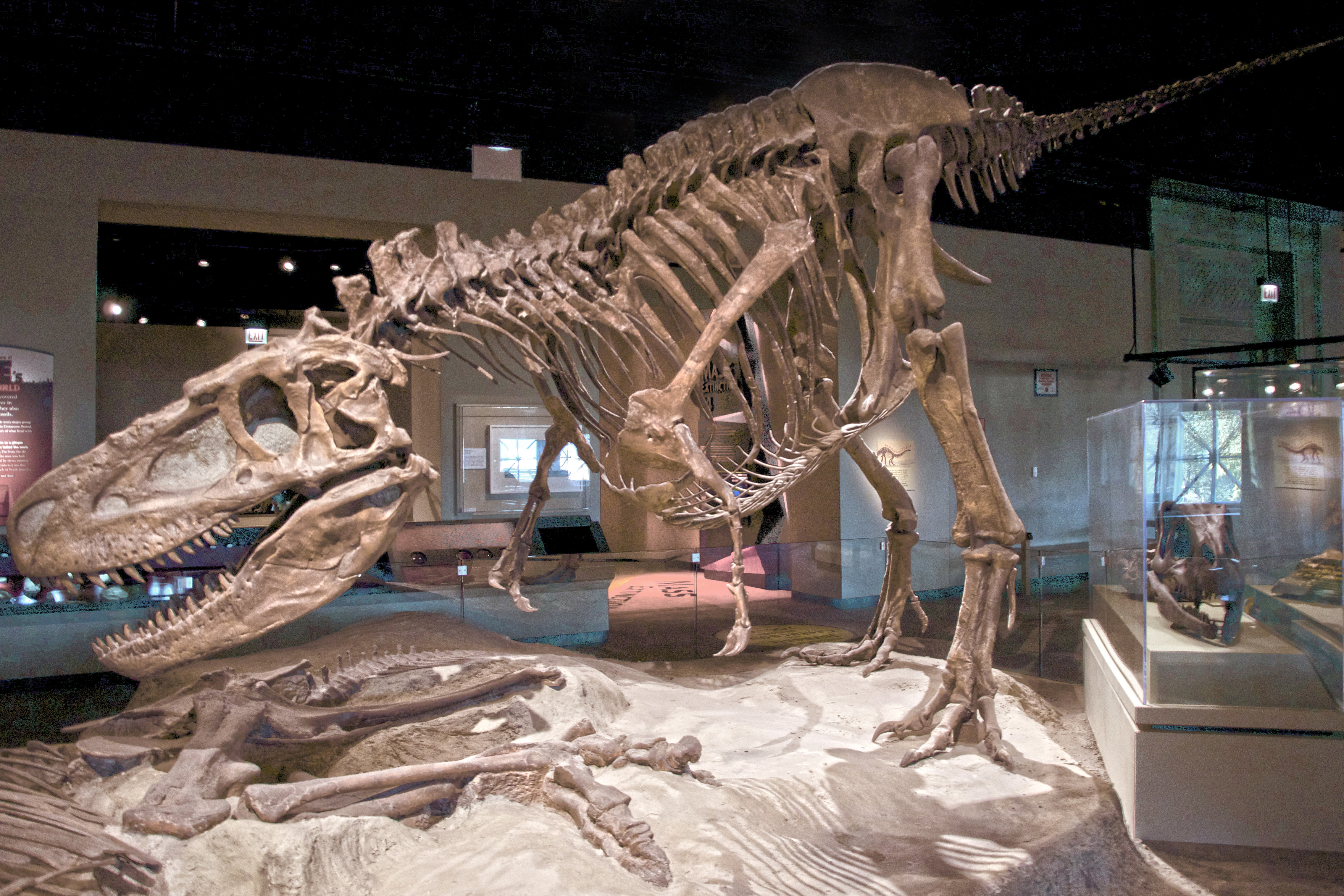
Daspletosaurus torosus, jeden z velkých teropodů ze souvrství Dinosaur Park.

Jedná se o významnou oblast pro paleontologické výzkumy, zejména pro výzkum dinosaurů z období svrchní křídy. Bylo zde objeveno přes 40 druhů dinosaurů a mnoho zkamenělin dalších organismů z doby před asi 76,9 až 75,8 miliony let (geologický stupeň kampán). Geologické souvrství bylo pojmenováno po této oblasti jako Dinosaur Park.
Výzkumy dokládají, že ačkoliv se zde vyskytovalo velmi mnoho druhů dinosaurů z různých skupin (Ceratopsidae, Ankylosauridae, Nodosauridae, Hadrosauridae, Tyrannosauridae, Troodontidae, Dromaeosauridae ad.), jejich ekologická struktura byla dobře rozdělena a uzpůsobena v rámci dostupných potravních zdrojů a trofických sítí.
Fosilie dinosaurů i dalších organismů (želv, krokodýlů) z této oblasti v rámci sedimentů souvrství Dinosaur Park vykazují velké procento zachování stop po původních "měkkých tkáních" (cévách, osteocytech apod.) ve fosiliích starých přes 75 milionů let. Výzkum ukázal, že 18 z 19 vzorků fosilií podobné struktury po chemické úpravě a rozpuštění minerálů z fosilií obsahují, jedná se tedy nejspíš o relativně běžné struktury.

## Seznam popsaných druhů dinosaurů
Ceratopsia
- Leptoceratops sp.
- Centrosaurus apertus
- Coronosaurus brinkmani
- Styracosaurus albertensis
- Pachyrhinosaurus
- Chasmosaurus belli, C. russelli
- Vagaceratops irvinensis

Hadrosauridae
- Corythosaurus casuarius
- Gryposaurus notabilis, G. incurvimanus
- Lambeosaurus lambei, L. magnicristatus
- Prosaurolophus maximus
- Parasaurolophus walkeri

Ankylosauria
- Panoplosaurus
- Edmontonia
- Euoplocephalus tutus

Hypsilophodontidae
- Orodromeus

Pachycephalosauria
- Stegoceras

Tyrannosauridae
- Daspletosaurus torosus
- Gorgosaurus libratus[5]

Ornithomimidae
- Ornithomimus
- Struthiomimus
- Rativates

Caenagnathidae
- Citipes elegans[6][7]
- Chirostenotes pergracilis
- Chirostenotes elegans
- Chirostenotes collinsi

Dromaeosauridae
- Dromaeosaurus albertensis
- Saurornitholestes
- Hesperonychus elizabethae

Troodontidae
- Troodon

Nejistá klasifikace
- Richardoestesia gilmorei